# Левітанівка
Левіта́нівка (крим. Levitanivka, до 1948 року ділянка № 123; раніше Чалба́ш-Джурчи́, крим. Çalbaş Curçı) — село Курманського району Автономної Республіки Крим.
З 2014 року незаконно окуповане Російською Федерацією.
У 2023 році у проєкті Постанови Верховної Ради України «Про перейменування деяких населених пунктів Автономної Республіки Крим» село запропоновано перейменувати на Чолбаш-Джурчи.

## Населення
Згідно з переписом УРСР 1989 року чисельність наявного населення села становила 158 осіб, з яких 77 чоловіків та 81 жінка.
За переписом населення України 2001 року в селі мешкало 250 осіб.

### Мова
Розподіл населення за рідною мовою за даними перепису 2001 року:
| Мова              | Відсоток |
| ----------------- | -------- |
| кримськотатарська | 46,40 %  |
| російська         | 30,80 %  |
| українська        | 20,40 %  |
| вірменська        | 2,00 %   |
| білоруська        | 0,40 %   |